# Yoshiaki Takagi
Yoshiaki Takagi (高木 善朗 Takagi Yoshiaki?), född 9 december 1992 i Kanagawa prefektur, är en japansk fotbollsspelare.
Takagi började sin karriär 2010 i Tokyo Verdy. Han spelade 43 ligamatcher för klubben. 2011 flyttade han till FC Utrecht. 2014 flyttade han till Shimizu S-Pulse. Han gick tillbaka till Tokyo Verdy 2015. 2018 flyttade han till Albirex Niigata.